# Ekspozytura Ministerstwa Spraw Wojskowych dla spraw demobilizacji
Ekspozytura Ministerstwa Spraw Wojskowych dla spraw demobilizacji (EMSWojsk.) – organ pracy szefa Ekspozytury, który z kolei był organem wykonawczym Ministra Spraw Wojskowych właściwym do przeprowadzenia demobilizacji personelu, zwierząt i materiałów na obszarze frontowym i etapowym, podległym mu za pośrednictwem Wiceministra Spraw Wojskowych.
Ekspozytura MSWojsk. została powołana 13 listopada 1920 roku wspólnym rozkazem Nr 16000/I szefa Sztabu Generalnego generała porucznika Tadeusza Rozwadowskiego i Ministra Spraw Wojskowych generała porucznika Kazimierza Sosnkowskiego. Ekspozytura była tymczasowym pionem funkcjonalnym Naczelnego Dowództwa WP, powołanym „do przeprowadzenia czynności demobilizacyjnych”. Ponadto Ekspozytura w ścisłej współpracy z Naczelnym Dowództwem była odpowiedzialna za uzupełnianie i zaopatrywanie wojska na obszarze wojennym (frontowym i etapowym). Ponadto Ekspozytura miała „czynić starania” o to by w czasie demobilizacji gotowość bojowa wojska została zachowana i by można było w każdej chwili ponownie przeprowadzić mobilizację. Zadaniem Ekspozytury była także kontrola nad racjonalną gospodarką całym materiałem wojennym, „utrzymywanie karności, ładu i ducha we wszystkich podległych formacjach”. Do obowiązków Ekspozytury należało „przestrzeganie wykonania zarządzeń bezpieczeństwa, sanitarnych, weterynaryjnych oraz zarządzeń co do służby defenz[ywnej] i inform[acyjnej”, a także wprowadzenie w życie i wykonanie postanowień ustawy o nadziale ziemi żołnierzom Wojska Polskiego.
Organizacja Ekspozytury wchodziła w życie 15 listopada 1920 roku. Z chwilą utworzenia Ekspozytury dotychczasowy obszar wojenny podlegał pod względem operacyjnym i informacyjno-ofensywnym Naczelnemu Dowództwu WP, natomiast pod względem organizacyjnym, administracyjnym, ochrony granic i defensywnym Ekspozyturze MSWojsk.
Szef Ekspozytury posiadał uprawnienia dowódcy armii. Podlegali mu dowódcy okręgów demobilizacyjnych oraz dowódcy formacji podporządkowanych mu bezpośrednio, a także „mające powstać Dowództwo Kordonu obszaru wojennego”. W stosunku do oddziałów i departamentów Ministerstwa Spraw Wojskowych Ekspozytura posiadała prawa i kompetencje oddziału sztabu MSWojsk.
Ekspozytura została zlikwidowana 1 kwietnia 1921 roku.

## Struktura organizacyjna
Struktura organizacyjna Ekspozytury Ministerstwa Spraw Wojskowych. Strzałką oznaczono komórki organizacyjne, które przejęły agendy Ekspozytury po jej likwidacji.
- Szef Ekspozytury MSWojsk. – Główny Kwatermistrz Naczelnego Dowództwa WP – gen. ppor. Mieczysław Norwid-Neugebauer
- Zastępca Szefa Ekspozytury MSWojsk.
- Oddział I Naczelnego Dowództwa WP (Sztab Generalny)
- Oddział IV Naczelnego Dowództwa WP (Sztab Generalny) → Sekcja Uzbrojenia i Sekcja Samochodowa do Dep. II Wojsk Technicznego, Sekcja Taborów i Koni do Dep. I Broni Głównych i Wojsk Tab. i Dep. IV Koni, Sekcja Statystyczna do Oddziału IV Sztabu MSWojsk., Sekcja Polityczna do Oddziału II Sztabu MSWojsk.
- Szefostwo Wojsk Łączności → Sekcja Wojsk Łączności Dep. II Wojsk Technicznych
- Szefostwo Lotnictwa → Dep. III Żeglugi Powietrznej
- Szefostwo Kolejnictwa Polowego → Sekcja Wojsk Kol. Dep. II Wojsk Tech. i do Sekcji Kom. Oddziału IV Sztabu MSWojsk.
- Szefostwo Żandarmerii Polowej → Dowództwo Żandarmerii Wojskowej
- Szefostwo Intendentury Polowej → Dep. VII Intendentury
- Szefostwo Służby Sanitarnej → Dep. VI Sanitarny
- Szefostwo Służby Weterynaryjnej → Dep. IV Koni
- Szefostwo Budownictwa Polowego → Dep. VIII Budownictwa
- Szefostwo Duszpasterstwa → Kuria Biskupia i Sekcja Wyznań Niekatolickich w MSWojsk.
- Szefostwo Sądownictwa Polowego → Oddział VI Sztabu MSWojsk.
- Centralny Zarząd Poczty Polowej → Sekcja Komunikacyjna Oddziału IV Sztabu MSWojsk.

Po zakończeniu swoich prac przechodzą do Ministerstwa Spraw Wojskowych: 
- Inspektor Wojsk Łączności
- Inspektor Zdobyczy Wojennych

Dotychczasowy zakres działania oddziałów i szefostw wydzielonych do Ekspozytury pozostawał bez zmian. Oddziały I IV wydzielały oficerów łącznikowych do Oddziału III Naczelnego Dowództwa WP. Organa łącznikowe do ND WP wydzielały również szefostwa: wojsk łączności, lotnictwa i kolejnictwa polowego.